# NGC 3614
NGC 3614 is een spiraalvormig sterrenstelsel in het sterrenbeeld Grote Beer. Het hemelobject werd op 5 februari 1788 ontdekt door de Duits-Britse astronoom William Herschel.

## Synoniemen
- UGC 6318
- MCG 8-21-15
- ZWG 242.19
- IRAS 11155+4601
- PGC 34561